# Окабе Юкіакі
Окабе Юкіакі (24 квітня 1941 — 26 січня 2018) — японський плавець.
Призер Олімпійських Ігор 1964 року.